# Lijst van voetbalinterlands Hongarije - Zweden
Deze lijst van voetbalinterlands is een overzicht van alle officiële voetbalwedstrijden tussen de nationale teams van Hongarije en Zweden. De landen hebben tot op heden 44 keer tegen elkaar gespeeld. De eerste ontmoeting was een vriendschappelijke wedstrijd en werd gespeeld in Göteborg op 20 juni 1912. Het laatste duel, eveneens een vriendschappelijke wedstrijd, vond plaats op 6 juni 2025 in Boedapest.

## Wedstrijden
| №  | Plaats    | Datum             | Competitie           | Wedstrijd          | Uitslag |
| -- | --------- | ----------------- | -------------------- | ------------------ | ------- |
| 1  | Göteborg  | 20 juni 1912      | Vriendschappelijk    | Zweden − Hongarije | 2 − 2   |
| 2  | Boedapest | 18 mei 1913       | Vriendschappelijk    | Hongarije − Zweden | 2 − 0   |
| 3  | Stockholm | 21 juni 1914      | Vriendschappelijk    | Zweden − Hongarije | 1 − 1   |
| 4  | Boedapest | 6 november 1921   | Vriendschappelijk    | Hongarije − Zweden | 4 − 2   |
| 5  | Stockholm | 9 juli 1922       | Vriendschappelijk    | Zweden − Hongarije | 1 − 1   |
| 6  | Boedapest | 28 oktober 1923   | Vriendschappelijk    | Hongarije − Zweden | 2 − 1   |
| 7  | Stockholm | 12 juli 1925      | Vriendschappelijk    | Zweden − Hongarije | 6 − 2   |
| 8  | Boedapest | 14 november 1926  | Vriendschappelijk    | Hongarije − Zweden | 3 − 1   |
| 9  | Boedapest | 8 november 1931   | Vriendschappelijk    | Hongarije − Zweden | 3 − 1   |
| 10 | Stockholm | 2 juli 1933       | Vriendschappelijk    | Zweden − Hongarije | 5 − 2   |
| 11 | Parijs    | 16 juni 1938      | WK 1938              | Hongarije − Zweden | 5 − 1   |
| 12 | Solna     | 12 september 1943 | Vriendschappelijk    | Zweden − Hongarije | 2 − 3   |
| 13 | Boedapest | 7 november 1943   | Vriendschappelijk    | Hongarije − Zweden | 2 − 7   |
| 14 | Solna     | 19 juni 1949      | Vriendschappelijk    | Zweden − Hongarije | 2 − 2   |
| 15 | Boedapest | 20 november 1949  | Vriendschappelijk    | Hongarije − Zweden | 5 − 0   |
| 16 | Solna     | 5 juli 1953       | Vriendschappelijk    | Zweden − Hongarije | 2 − 4   |
| 17 | Boedapest | 15 november 1953  | Vriendschappelijk    | Hongarije − Zweden | 2 − 2   |
| 18 | Solna     | 11 mei 1955       | Vriendschappelijk    | Zweden − Hongarije | 3 − 7   |
| 19 | Boedapest | 13 november 1955  | Vriendschappelijk    | Hongarije − Zweden | 4 − 2   |
| 20 | Solna     | 16 juni 1957      | Vriendschappelijk    | Zweden − Hongarije | 0 − 0   |
| 21 | Solna     | 12 juni 1958      | WK 1958              | Zweden − Hongarije | 2 − 1   |
| 22 | Boedapest | 28 juni 1959      | Vriendschappelijk    | Hongarije − Zweden | 3 − 2   |
| 23 | Solna     | 5 mei 1963        | Vriendschappelijk    | Zweden − Hongarije | 2 − 1   |
| 24 | Solna     | 24 september 1969 | Vriendschappelijk    | Zweden − Hongarije | 2 − 0   |
| 25 | Boedapest | 16 mei 1970       | Vriendschappelijk    | Hongarije − Zweden | 1 − 2   |
| 26 | Solna     | 25 mei 1972       | WK 1974 kwalificatie | Zweden − Hongarije | 0 − 0   |
| 27 | Boedapest | 13 juni 1973      | WK 1974 kwalificatie | Hongarije − Zweden | 3 − 3   |
| 28 | Solna     | 8 september 1976  | Vriendschappelijk    | Zweden − Hongarije | 1 − 1   |
| 29 | Boedapest | 12 oktober 1977   | Vriendschappelijk    | Hongarije − Zweden | 3 − 0   |
| 30 | Boedapest | 20 augustus 1980  | Vriendschappelijk    | Hongarije − Zweden | 2 − 0   |
| 31 | Solna     | 27 mei 1992       | Vriendschappelijk    | Zweden − Hongarije | 2 − 1   |
| 32 | Boedapest | 15 april 1993     | Vriendschappelijk    | Hongarije − Zweden | 0 − 2   |
| 33 | Solna     | 16 november 1994  | EK 1996 kwalificatie | Zweden − Hongarije | 2 − 0   |
| 34 | Boedapest | 26 april 1995     | EK 1996 kwalificatie | Hongarije − Zweden | 1 − 0   |
| 35 | Solna     | 12 oktober 2002   | EK 2004 kwalificatie | Zweden − Hongarije | 1 − 1   |
| 36 | Boedapest | 2 april 2003      | EK 2004 kwalificatie | Hongarije − Zweden | 1 − 2   |
| 37 | Solna     | 9 oktober 2004    | WK 2006 kwalificatie | Zweden − Hongarije | 3 − 0   |
| 38 | Boedapest | 7 september 2005  | WK 2006 kwalificatie | Hongarije − Zweden | 0 − 1   |
| 39 | Solna     | 10 september 2008 | WK 2010 kwalificatie | Zweden − Hongarije | 2 − 1   |
| 40 | Boedapest | 5 september 2009  | WK 2010 kwalificatie | Hongarije − Zweden | 1 − 2   |
| 41 | Solna     | 3 september 2010  | EK 2012 kwalificatie | Zweden − Hongarije | 2 − 0   |
| 42 | Boedapest | 2 september 2011  | EK 2012 kwalificatie | Hongarije − Zweden | 2 − 1   |
| 43 | Boedapest | 15 november 2016  | Vriendschappelijk    | Hongarije − Zweden | 0 − 2   |
| 44 | Boedapest | 6 juni 2025       | Vriendschappelijk    | Hongarije − Zweden | 0 − 2   |

## Samenvatting
| Competitie        | Totaal gespeeld | Winst Hongarije | Gelijk | Winst Zweden | Doelsaldo Hongarije – Zweden |
| ----------------- | --------------- | --------------- | ------ | ------------ | ---------------------------- |
| WK-eindronde      | 2               | 1               | 0      | 1            | 6 − 3                        |
| WK-kwalificatie   | 6               | 0               | 2      | 4            | 5 − 11                       |
| EK-kwalificatie   | 6               | 2               | 1      | 3            | 5 − 8                        |
| Vriendschappelijk | 30              | 13              | 7      | 10           | 63 − 57                      |
| Totaal            | 44              | 16              | 10     | 18           | 79 − 79                      |

## Details

### Elfde ontmoeting
| WK 1938 (Parijs, Frankrijk, 16 juni 1938):                                                           |       |                |
| Hongarije                                                                                            | 5 – 1 | Zweden         |
| Sven Jacobsson 19' (e.d.) Pál Titkos 37' Gyula Zsengellér 39' György Sárosi 65' Gyula Zsengellér 85' | goals | 1' Arne Nyberg |

### 36ste ontmoeting
| EK 2004 kwalificatie (Boedapest, Hongarije, 2 april 2003): |       |                                       |
| Hongarije                                                  | 1 – 2 | Zweden                                |
| Krisztián Lisztes 65'                                      | goals | 34' Marcus Allbäck 67' Marcus Allbäck |

### 37ste ontmoeting
| WK 2006 kwalificatie (Stockholm, Zweden, 9 oktober 2004):    |       |           |
| Zweden                                                       | 3 – 0 | Hongarije |
| Fredrik Ljungberg 26' Henrik Larsson 50' Anders Svensson 67' | goals |           |
| - Debuut van Tamás Hajnal voor Hongarije.                    |       |           |

### 38ste ontmoeting
| WK 2006 kwalificatie (Boedapest, Hongarije, 7 september 2005): |       |                        |
| Hongarije                                                      | 0 – 1 | Zweden                 |
|                                                                | goals | 90' Zlatan Ibrahimović |

MLSZ · A-internationals · Selecties · Bondscoaches · Hongaars vrouwenelftal · Olympisch elftal · Hongarije U21 · Hongarije U20 · Hongarije U19 · Hongarije U18 · Hongarije U17 · Hongarije U16
1902 – 1919 · 
1920 – 1929 · 
1930 – 1939 · 
1940 – 1949 · 
1950 – 1959 · 
1960 – 1969 · 
1970 – 1979 · 
1980 – 1989 · 
1990 – 1999 · 
2000 – 2009 · 
2010 – 2019 ·
2020 − 2029
EK's:
1964 · 
1972 · 
2016 ·
2020 ·
2024
WK's:
1934 · 
1938 · 
1954 · 
1958 · 
1962 · 
1966 · 
1978 · 
1982 · 
1986
OS:
1912 · 
1924 · 
1936 · 
1952 · 
1960 · 
1964 · 
1968 · 
1972 · 
1996
1902 · 
1903 · 
1904 · 
1905 · 
1906 · 
1907 · 
1908 · 
1909 · 
1910 · 
1911 · 
1912 · 
1913 · 
1914 · 
1915 · 
1916 · 
1917 · 
1918 · 
1919 · 
1920 · 
1921 · 
1922 · 
1923 · 
1924 · 
1925 · 
1926 · 
1927 · 
1928 · 
1929 · 
1930 · 
1931 · 
1932 · 
1933 · 
1934 · 
1935 · 
1936 · 
1937 · 
1938 · 
1939 · 
1940 · 
1941 · 
1942 · 
1943 · 
1944 · 
1945 · 
1946 · 
1947 · 
1948 · 
1949 · 
1950 · 
1952 · 
1952 · 
1953 · 
1954 · 
1955 · 
1956 · 
1957 · 
1958 · 
1959 · 
1960 · 
1961 · 
1962 · 
1963 · 
1964 · 
1965 · 
1966 · 
1967 · 
1968 · 
1969 · 
1970 · 
1971 · 
1972 · 
1973 · 
1974 · 
1975 · 
1976 · 
1977 · 
1978 · 
1979 · 
1980 · 
1981 · 
1982 · 
1983 · 
1984 · 
1985 · 
1986 · 
1987 · 
1988 · 
1989 · 
1990 · 
1991 · 
1992 · 
1993 · 
1994 · 
1995 · 
1996 · 
1997 · 
1998 · 
1999 · 
2000 · 
2001 · 
2002 · 
2003 · 
2004 · 
2005 · 
2006 · 
2007 · 
2008 · 
2009 · 
2010 · 
2011 · 
2012 · 
2013 · 
2014 · 
2015 ·
2016 ·
2017 ·
2018 ·
2019 ·
2020 ·
2021 ·
2022 ·
2023 ·
2024
Albanië ·
Algerije ·
Andorra · 
Antigua en Barbuda ·
Argentinië ·
Armenië ·
Australië ·
Azerbeidzjan ·
België ·
Bohemen ·
Bolivia ·
Bosnië en Herzegovina ·
Brazilië ·
Bulgarije ·
Canada ·
Chili ·
China ·
Colombia ·
Costa Rica ·
Cyprus ·
Denemarken ·
DDR ·
Duitsland ·
Egypte ·
El Salvador ·
Engeland ·
Estland ·
Faeröer ·
Finland ·
Frankrijk ·
Georgië ·
Griekenland ·
Ierland ·
IJsland ·
India ·
Iran ·
Israël ·
Italië ·
Ivoorkust ·
Japan ·
Joegoslavië ·
Jordanië ·
Kazachstan · 
Koeweit ·
Kosovo · 
Kroatië ·
Letland ·
Libanon ·
Liechtenstein ·
Litouwen ·
Luxemburg ·
Malta ·
Mexico ·
Moldavië ·
Montenegro ·
Nederland ·
Nederlands-Indië ·
Nieuw-Zeeland ·
Noord-Ierland ·
Noord-Macedonië ·
Noorwegen ·
Oekraïne ·
Oostenrijk ·
Paraguay ·
Peru ·
Polen ·
Portugal ·
Qatar ·
Roemenië ·
Rusland ·
San Marino ·
Saoedi-Arabië ·
Schotland ·
Servië ·
Slovenië ·
Slowakije ·
Sovjet-Unie ·
Spanje ·
Tsjechië ·
Tsjecho-Slowakije ·
Turkije ·
Uruguay ·
Verenigde Arabische Emiraten ·
Verenigde Staten ·
Verenigd Koninkrijk ·
Wales ·
Wit-Rusland ·
Zuid-Korea ·
Zweden ·
Zwitserland
Brazilië (1954) · 
Duitsland (2021) ·
Frankrijk (2021) · 
IJsland (2016) · 
Italië (1938) · 
Oostenrijk (2016) · 
Portugal (2021) · 
West-Duitsland (1954, 2)
SvFF · A-internationals · Selecties · Bondscoaches · Zweeds vrouwenelftal · Olympisch elftal · Zweden U21 · Zweden U20 · Zweden U19 · Zweden U18 · Zweden U17 · Zweden U16 · Vrouwen U17
1908 – 1919 ·
1920 – 1929 ·
1930 – 1939 ·
1940 – 1949 ·
1950 – 1959 ·
1960 – 1969 ·
1970 – 1979 ·
1980 – 1989 ·
1990 – 1999 ·
2000 – 2009 ·
2010 – 2019 ·
2020 − 2029
EK 1960 · 
EK 1964 · 
EK 1968 · 
EK 1972 · 
EK 1976 · 
EK 1980 · 
EK 1984 · 
EK 1988 · 
EK 1992 ·
EK 1996 · 
EK 2000 ·
EK 2004 ·
EK 2008 ·
EK 2012 · 
EK 2016 · 
EK 2020
WK 1930 · 
WK 1934 ·
WK 1938 ·
WK 1950 ·
WK 1954 · 
WK 1958 ·
WK 1962 · 
WK 1966 · 
WK 1970 ·
WK 1974 ·
WK 1978 ·
WK 1982 · 
WK 1986 · 
WK 1990 ·
WK 1994 ·
WK 1998 · 
WK 2002 ·
WK 2006 ·
WK 2010 · 
WK 2014 · 
WK 2018
OS 1908 · 
OS 1912 · 
OS 1920 · 
OS 1924 · 
OS 1928 · 
OS 1932 · 
OS 1936 · 
OS 1948 · 
OS 1952 · 
OS 1956 · 
OS 1964 · 
OS 1968 · 
OS 1972 · 
OS 1976 · 
OS 1980 · 
OS 1984 · 
OS 1988 · 
OS 1992 · 
OS 1996 · 
OS 2000 · 
OS 2004 · 
OS 2008 · 
OS 2012 · 
OS 2016
1908 · 
1909 · 
1910 · 
1911 · 
1912 · 
1913 · 
1914 · 
1915 · 
1916 · 
1917 · 
1918 · 
1919 · 
1920 · 
1921 · 
1922 · 
1923 · 
1924 · 
1925 · 
1926 · 
1927 · 
1928 · 
1929 · 
1930 · 
1931 · 
1932 · 
1933 · 
1934 · 
1935 · 
1936 · 
1937 · 
1938 · 
1939 · 
1940 ·
1941 ·
1942 ·
1943 ·
1944  ·
1945 · 
1946 · 
1947 · 
1948 · 
1949 · 
1950 · 
1952 · 
1952 · 
1953 · 
1954 · 
1955 · 
1956 · 
1957 · 
1958 · 
1959 ·
1960 · 
1961 · 
1962 · 
1963 · 
1964 · 
1965 · 
1966 · 
1967 · 
1968 · 
1969 ·
1970 · 
1971 · 
1972 · 
1973 · 
1974 · 
1975 · 
1976 · 
1977 · 
1978 · 
1979 ·
1980 · 
1981 · 
1982 · 
1983 · 
1984 · 
1985 · 
1986 · 
1987 · 
1988 · 
1989 · 
1990 · 
1991 · 
1992 · 
1993 · 
1994 · 
1995 · 
1996 · 
1997 · 
1998 · 
1999 · 
2000 · 
2001 · 
2002 · 
2003 · 
2004 · 
2005 · 
2006 · 
2007 · 
2008 · 
2009 · 
2010 · 
2011 · 
2012 · 
2013 · 
2014 · 
2015 · 
2016 · 
2017 · 
2018 ·
2019 ·
2020 ·
2021
Albanië ·
Algerije ·
Argentinië ·
Armenië ·
Australië ·
Azerbeidzjan ·
Bahrein ·
Barbados ·
België ·
Bosnië en Herzegovina ·
Botswana ·
Brazilië ·
Bulgarije ·
Chili ·
China ·
Colombia ·
Costa Rica ·
Cuba ·
Cyprus ·
DDR ·
Denemarken ·
Duitsland ·
Ecuador ·
Egypte ·
Engeland ·
Estland ·
Faeröer ·
Finland ·
Frankrijk ·
Georgië ·
Griekenland ·
Hongarije ·
Ierland ·
IJsland ·
Iran ·
Israël ·
Italië ·
Ivoorkust ·
Jamaica ·
Japan ·
Joegoslavië ·
Jordanië ·
Kameroen ·
Kazachstan ·
Kosovo ·
Kroatië ·
Letland ·
Liechtenstein ·
Litouwen ·
Luxemburg ·
Maleisië ·
Malta ·
Mexico ·
Moldavië ·
Montenegro ·
Nederland ·
Nieuw-Zeeland ·
Nigeria ·
Noord-Ierland ·
Noord-Korea ·
Noord-Macedonië ·
Noorwegen ·
Oekraïne ·
Oezbekistan ·
Oman ·
Oostenrijk ·
Paraguay ·
Peru ·
Polen ·
Portugal ·
Qatar ·
Roemenië ·
Rusland ·
San Marino ·
Saoedi-Arabië ·
Schotland ·
Senegal ·
Servië ·
Singapore ·
Slovenië ·
Slowakije ·
Sovjet-Unie ·
Spanje ·
Syrië ·
Thailand ·
Trinidad en Tobago ·
Tsjechië ·
Tsjecho-Slowakije ·
Tunesië ·
Turkije ·
Uruguay ·
Venezuela ·
Verenigde Arabische Emiraten ·
Verenigde Staten ·
Verenigd Koninkrijk ·
Wales ·
Wit-Rusland ·
Zuid-Afrika ·
Zuid-Korea ·
Zwitserland
Brazilië (1958) ·
Duitsland (2006) ·
Duitsland (2018) ·
Engeland (2006) ·
Engeland (2012) ·
Engeland (2018) ·
Frankrijk (2012) ·
Griekenland (2008) ·
Ierland (2016) ·
Italië (2016) ·
Mexico (2018) ·
Oekraïne (2012) ·
Oekraïne (2021) ·
Paraguay (2006) ·
Polen (2021) ·
Rusland (2008) ·
Slowakije (2021) ·
Spanje (2008) ·
Spanje (2021) ·
Trinidad en Tobago (2006) ·
Zuid-Korea (2018) ·
Zwitserland (2018)